# Mimophyle sabulosa
Mimophyle sabulosa là một loài bướm đêm trong họ Geometridae.